# Oostzeeraad
De Oostzeeraad (Engels: Council of the Baltic Sea States, CBSS) is een in 1992 in het Deense Kopenhagen opgerichte internationale organisatie voor samenwerking op het gebied van economie, politiek, cultuur en milieu van de staten die grenzen aan de Oostzee. Ook Noorwegen en IJsland zijn lid, hoewel zij niet aan de Oostzee grenzen. De Oostzeeraad is ontstaan op initiatief van de toenmalige ministers van Buitenlandse Zaken van Denemarken en Duitsland, Uffe Ellemann-Jensen en Hans-Dietrich Genscher. De Oostzeeraad heeft een secretariaat in de Zweedse hoofdstad Stockholm.

## Leden
| - Denemarken - Duitsland - Estland - Finland - IJsland (1995) - Letland - Litouwen - Noorwegen - Polen - Zweden - Europese Unie | - Frankrijk - Italië - Nederland - Oekraïne - Slowakije - Spanje - Roemenië - Verenigd Koninkrijk - Verenigde Staten - Wit-Rusland (lidmaatschap opgeschort in 2022) - Rusland (lidmaatschap opgeschort in maart 2022 en zich teruggetrokken in mei 2022) |